# Курсел су Шатноа
Курсел су Шатноа (фр. Courcelles-sous-Châtenois) насеље је и општина у североисточној Француској у региону Лорена, у департману Вогези која припада префектури Нефшато.
По подацима из 2011. године у општини је живело 85 становника, а густина насељености је износила 36,48 становника/km². Општина се простире на површини од 2,33 km². Налази се на средњој надморској висини од 360 метара (максималној 471 m, а минималној 334 m).

## Демографија
| 1962. | 1968. | 1975. | 1982. | 1990. | 1999. | 2011. |
| ----- | ----- | ----- | ----- | ----- | ----- | ----- |
| 100   | 124   | 95    | 95    | 75    | 79    | 85    |

График промене броја становника у току последњих година